# Rencontres de la photographie d'Arles
Les Rencontres de la photographie d'Arles (anciennement Rencontres internationales de la photographie d'Arles) sont un festival estival annuel de photographie, fondé en 1970 par le photographe arlésien Lucien Clergue, l'écrivain Michel Tournier et l'historien Jean-Maurice Rouquette. 
Cet événement devient progressivement le plus important festival international consacré à la photographie. Ce festival n'a pas de bâtiment fixe, utilisant quelquefois des lieux improbables tels que des garages, mais une convention est signée dans les années 2020 avec la mairie pour utiliser chaque année différents lieux dans la ville. L'événement a permis aussi de créer une centaine d'emplois et utilise relativement peu de subventions publiques, s"appuyant majoritairement sur les recettes de billets d'entrée, ainsi que sur des coproductions et dédommageant de façon presque symbolique les artistes présentés.

## Historique
Les Rencontres d'Arles, sont créées en 1970, avec 200 visiteurs. La création de cette manifestation artistique, associant des expositions, des ateliers, des rencontres et des moments conviviaux, est le fait du photographe arlésien Lucien Clergue, de l'écrivain Michel Tournier et de l'historien Jean-Maurice Rouquette,,,. Puis, progressivement, « constituées en association autonome en 1976, [elles] vont devenir le plus important festival international consacré à la photographie ». En 1977, Lucien Clergue, dont le rôle a été déterminant dans le lancement de ces Rencontres, démissionne de l'association organisatrice. C'est de façon assez symbolique « la fin du temps des pionniers », mais la qualité des sélections d'artistes exposés et la convivialité de ces Rencontres a contribué à créer une notoriété significative, auprès des amateurs comme des professionnels, français et étrangers,.
Plusieurs directeurs artistiques se succèdent dès lors.. Mais en 1986/1987, l'association fait appel à un communicant, François Hébel, pour dynamiser la manifestation. François Hébel réussit à persuader Kodak d’un partenariat qui va permettre d'introduire progressivement les différentes tendances photographiques contemporaines, l’image animée, les grands formats et différents supports de tirages (sur toile, sur plexiglas, etc.). En 1987, s'écartant des photographies classiques artistiques en noir et blanc, la sélection met en avant des oeuvres en couleur qui surprennent. Elle aborde aussi des thèmes nouveaux tels que la vie intime. En 2001, François Hébel revient et prend plus officiellement la tête de l'association organisatrice, adoptant à sa façon le rôle initial de Lucien Clergue.
En 2018, ces Rencontres enregistrent 140 000 visiteurs. Elles fêtent leur 50e anniversaire en 2019. La disponibilité de lieux d'exposition adéquats devient un point d'achoppement pour cette manifestation de plus en plus fréquentée, des lieux improbables tels que des garages ont quelquefois été utilisés. Mais en avril 2023, la municipalité signe pour trois ans une convention avec l'association organisatrice pour attribuer à cet événement une dizaine de lieux d’exposition dans la ville, non spécifiques à cette manifestation artistique, comme l’Espace Van Gogh ou les cryptoportiques. Des musées (Musée Réattu) ou des fondations (Fondation Manuel-Rivera-Ortiz) proposent aussi un espace pour accueillir temporairement les œuvres des rencontres de la photographie.
En 2024, le directeur est Christoph Wiesner, nommé en 2020. Il succède à Sam Stourdzé nommé en 2015.

## Modèle économique
Le modèle économique de cette manifestation artistique se distingue du modèle habituel des festivals d’été.
Cette manifestation  repose tout d'abord sur un autofinancement et non des subventions publiques (elles constituent 27 % en 2024 d'un budget de 7,45 millions d’euros, la billeterie représentant par contre 39 % des recettes auxqu'elles s'ajoutent des coproductions). Cet événement a permis également de créer des centaines d'emplois et n'utilise pas de bénévoles. Enfin, dernier point, le cachet ou dédommagement des artistes exposés est plutôt symbolique (ces artistes bénéficient par contre grâce à la couverture des médias d'un apport supplémentaire de notoriété).

## Collection
La Collection des Rencontres d'Arles comprend en 2024 « près de 3 500 œuvres photographiques cédées par plus de 470 photographes depuis 1976 ».

## Principales expositions
- 1970 : hommage à Edward Weston[6].
- 1974 : présence d’Ansel Adams en invité d'honneur, mais aussi de William Eugene Smith, et d'André Kertész, qui projettent des extraits de leur travail en le commentant[6].
- 1987 :  Martin Parr et la photographie couleur, mais aussi une femme photographe Nan Goldin, qui avec sa projection intitulée The Ballad of Sexual Dependency, retrace sa vie intime avec ses amis marginaux[6]. Deux électrochocs[6].
- 1989 : Nos 20 ans. L’exposition anniversaire met en avant une nouvelle génération de photographes de mode, parmi lesquels Benjamin Kanarek, Nick Knight, Jean-Baptiste Mondino, Stéphane Sednaoui, Javier Vallhonrat[11].
- 2002 : l'exposition Here is New York présente des documents réalisés par des témoins du attentats du 11 septembre 2001. C'est par la même occasion l'entrée en force parmi les œuvres exposées de photographies numériques[6].
- 2011 :  l’exposition From here on présente des œuvres créées par les artistes à partir d’images récupérées sur internet ... Nouvel électrochoc[6].
- 2014 : Raymond Depardon, invité d'honneur[12].
- 2016 : le photographe Malien Malick Sidibé est mis à l'honneur (par l'exposition Swinging Bamako), ainsi que l’artiste éthiopienne Aida Muluneh et l’Ougandaise Sarah Waiswa (qui décroche le prix Découverte)[13]. Une exposition Africa pop prend le contre-pied des reportages misérabilistes habituels sur ce continent africain[14].
- 2018 : Rédemption, de Laura Henno[15].
- 2019 : un article du journal Le Monde souligne l'absence choquante  de photographes africains à l’affiche du cinquantenaire du festival[16]. En réaction, une exposition parallèle est organisée à Arles par le galeriste parisien Olivier Sultan[17]. C'est l'exposition L’Afrique vue par elle-même[17].
- 2023 : 
  - 50 ans dans l'œil de Libé, 100 photos publiées dans le journal Libération depuis 1973[18],[19],[20].
  - Eveningside – 2012-2022, par Gregory Crewdson[21]
  - La Pointe courte, des photographies au film, par Agnès Varda[22]
- 2024 : plusieurs expositions mettent les photographes japonais à l'honneur[23] ; rétrospective Mary Ellen Mark (une première mondiale[24]) ; exposition d'Hans Silvester sur la pétanque ; exposition en hommage à Camille Lepage.
- 2025 : plusieurs expositions d'artistes remarquées, notamment une exposition collective On Country sur l'Australie, son territoire, son histoire et sa colonisation[25],[26], une exposition de Claudia Andujar sur des images et expérimentations réalisées dans les années 1960 et 1970, antérieures à ses photos plus connues sur le peuple Yanomami[27], une traversée de la mémoire par Raphaëlle Péria, reprenant des photos de son père d'un périple en péniche, et les grattant et les transformant pour les rendre plus conformes à ses souvenirs d'enfant[28],[29], des expositions de Nan Goldin, Letizia Battaglia et Louis Stettner, etc.

## Festival off
Le festival off était organisé jusqu'en 2021 par Voies Off, et relancé en 2024 après trois ans d'interruption. La mairie d'Arles lance un appel à projets pour initier un festival « off ». Une association ("La Kabine") est désignée, et chargée de recenser les expositions alternatives (une centaine) et les évènements liés. Une application dédiée est créée (InPhoto).